# Georges Yémy
Georges Yémy est un écrivain de langue française, né en 1975 à Douala (Cameroun).
Arrivé en France dans les années 1980, il fut longtemps clandestin. Il a survécu grâce à des petits boulots. 

## Publications
- La Lune dans l'âme (il a publié ce livre sous le nom Satkà-Channkà YEMY), L'Harmattan, 1998.
- Suburban blues, Robert Laffont, 2006.
- L'Inévitable Histoire de chacun, Robert Laffont, 2007.
- Tarmac des hirondelles, éd. Héloïse d'Ormesson,  2008.